# Noël Monier
Pour les articles homonymes, voir Monier.
Noël Monier, né le 3 décembre 1933 à Paris où il est mort le 25 mai 2013, est un journaliste français, qui fut le président du Syndicat des journalistes français (SJF) à partir de 1975 puis son secrétaire général, avant de créer en 1994 sa propre publication, un mensuel local dans le 18e arrondissement de Paris. 

## Biographie
Dès 1971, Noël Monier, à la fois photoreporter et journaliste texte, rédige un livre d'entretiens avec Edmond Maire, qui vient d'être élu secrétaire général de la CFDT. Il y évoque « l'effort entrepris pour distinguer ce qui relève des syndicats et ce qui relève des partis politiques - et en même temps la difficulté à établir une séparation tranchée ». L'année suivante, il rédige avec Gilles Bresson un livre d'interviews réalisés auprès de jeunes sur les problèmes qui les concernent: Avoir 16 ans. 
Noël Monier a parallèlement travaillé au service du quotidien France-Soir, où il milite à la CFDT, avec Paul Parisot, président du SJF. En 1968, il propose que les directeurs de rédaction soient élus par les journalistes, ce à quoi s'oppose Paul Parisot. Tous deux militent ensuite ensemble contre l'arrivée au capital de Robert Hersant en 1975, à l'unisson de Gérard Gatinot, de la CGT. Il dénonce alors le fait qu'Hachette, propriétaire du journal, est contrôlé par Paribas, « qui domine aussi la majorité de l'industrie papetière en France, et la plus grande partie de l'imprimerie ».
Noël Monier a ensuite été élu président du Syndicat des journalistes français lors du congrès de Toulon, en 1975, qui a vu la direction précédente, menée par Paul Parisot, renversée. Noël Monier s'appuie sur des journalistes de Bayard Presse, de Fleurus et du quotidien Le Monde. Il dénonce le fait que le journaliste soit en France « un citoyen de seconde zone ». L'ambiance est alors au « basisme » et l'équipe précédente est critiquée parce que ses frais de déplacement ne sont pas remboursés, l'un des journalistes de France-Soir, le grand reporter Roger Colombani, ami de Paul Parisot, étant moqué parce qu'il arrive en Mercedes.
Un peu plus tard, après l'ouverture d'une clause de cession à France-Soir, qui amène Roger Colombani et Paul Parisot à partir au Matin de Paris, Noël Monier a pris une fonction de secrétaire général, avec un statut de permanent rémunéré par le syndicat. Sous sa direction, les effectifs du Syndicat des journalistes français déjà passés en 1975 à 800 syndiqués contre 200 en 1964  vont continuer à progresser fortement. Il est appelé à la rescousse par Philippe Simonnot, journaliste économique spécialisé dans les questions de pétrole, licencié du quotidien Le Monde, pour avoir publié en mars 1976 une note d'un haut fonctionnaire sur la fusion Elf Aquitaine. Les syndicalistes du journal estiment que si Philippe Simonnot veut être réintégré, il doit renoncer à publier un livre critique sur Le Monde, car «c'est incompatible avec la demande de réintégration, il faut choisir», ce que le journaliste licencié n'accepte pas. Noël Monier a pour sa part déclaré lors de l'entretien : « Ah! c'est intéressant, il faut que ces choses soient dites ».
Noël Monier a ensuite dirigé des publications internes à la CFDT, qui demande dès la fin des années 1970 au Syndicat des journalistes français de fusionner avec le syndicat du livre CFDT, au sein de la future FTILAC. Il a rédigé les actes du colloque organisé les 15 et 16 septembre 1990 par l'Alternative Rouge et Verte sur le thème : « Pour une nouvelle citoyenneté en Europe ». Habitant du quartier parisien de la Goutte d'Or, il a ensuite créé en 1994 avec sa compagne Marie-Pierre Larrivé et Jean-Yves Rognant, un mensuel associatif indépendant vendu en kiosques, Le 18e du mois, « pour raconter des histoires, relayer l'action des associations ». La publication se vendait toujours à 1 900 exemplaires par mois près de quinze ans plus tard.